# Schradera grandiflora
Schradera grandiflora là một loài thực vật có hoa trong họ Thiến thảo. Loài này được Puff, R.Buchner & Greimler miêu tả khoa học đầu tiên năm 1998.